# Jelle Vervloet
Jelier Adrianus Johannes (Jelle) Vervloet (Alphen aan den Rijn, 8 maart 1946) is een Nederlandse emeritus-hoogleraar in de historische geografie.

## Loopbaan
Vervloet groeide op in Zevenhoven en Warmond. Hij studeerde af aan de Vrije Universiteit te Amsterdam op 19 juni 1972 op een scriptie naar de landschappelijke historie van de plaats waar hij vanaf zijn 16e woonde, Steenbergen. In 1974 werd hij aangesteld bij de Stichting voor Bodemkartering, die later zou fuseren tot DLO-Staring Centrum en in 2000 tot Alterra. Hij vervulde er meerdere jaren de functie van hoofd van de afdeling historische geografie als opvolger van Alida Edelman-Vlam. Daarmee moest hij vorm geven aan de toegepaste historische geografie, een belangrijke nieuwe taak die de afdeling had gekregen toen het historisch-geografisch onderzoek in het kader van bodemkarteringen afnam. Daarmee was hij een Europese voorloper op het vlak van toegepaste historische geografie. Zijn lijn werd behalve in Nederland later ook in Duitsland gehanteerd.

## Hoogleraarschap
In 1988 werd Jelle Vervloet aangesteld als eerste buitengewoon hoogleraar en later bijzonder hoogleraar in de historische geografie aan de Landbouwuniversiteit, nu Wageningen Universiteit. Hij werd daarmee de grondlegger van de historische geografie aan deze universiteit, en begeleidde in die rol vele doctoraalstudenten en promovendi. Hij publiceerde voornamelijk over de genese van het Nederlandse zandlandschap en methoden van toegepast wetenschappelijk onderzoek.
In eerste instantie werd zijn functie ondergebracht bij de leerstoelgroep Agrarische Geschiedenis, waar prof. drs. Jelle Vervloet achtereenvolgens samenwerkte met de hoogleraren Ad van der Woude en Pim Kooij. In 2004 werd zijn leerstoel verplaatst naar de leerstoelgroep Sociaal-Ruimtelijke Analyse van hoogleraar Jaap Lengkeek.
Op 8 maart 2011 ging Jelle Vervloet met emeritaat. Op 14 april van dat jaar sprak hij in de aula van Wageningen University onder grote belangstelling zijn afscheidsrede uit, met de titel Omgaan met het verleden: hoofdlijnen van het historisch geografisch onderzoek, onder toeziend oog van onder meer zijn twee tot hoogleraar benoemde promovendi Hans Renes en Theo Spek.

## Promovendi
Promovendi van Vervloet waren B.W. (Wim) Braams (1995), J.N.H. (Hans) Elerie (1998), J. (Hans) Renes (1999), A.P. (Aad) de Klerk (2003), S.M. (Simon) van den Bergh (2004), M. (Theo) Spek (2004), E.H.K. (Erwin) Karel (2005), E. (Elger) Heere (2008), C.H.M. (Chris) de Bont (2008) en R. (Roy) van Beek (2009).

## Personalia
Vervloet is gehuwd en heeft drie zonen. Hij is een schoonzoon van beeldhouwer Jan Albert Engelchor en beeldhouwster Margot Hudig-Heldring.